# Huasong

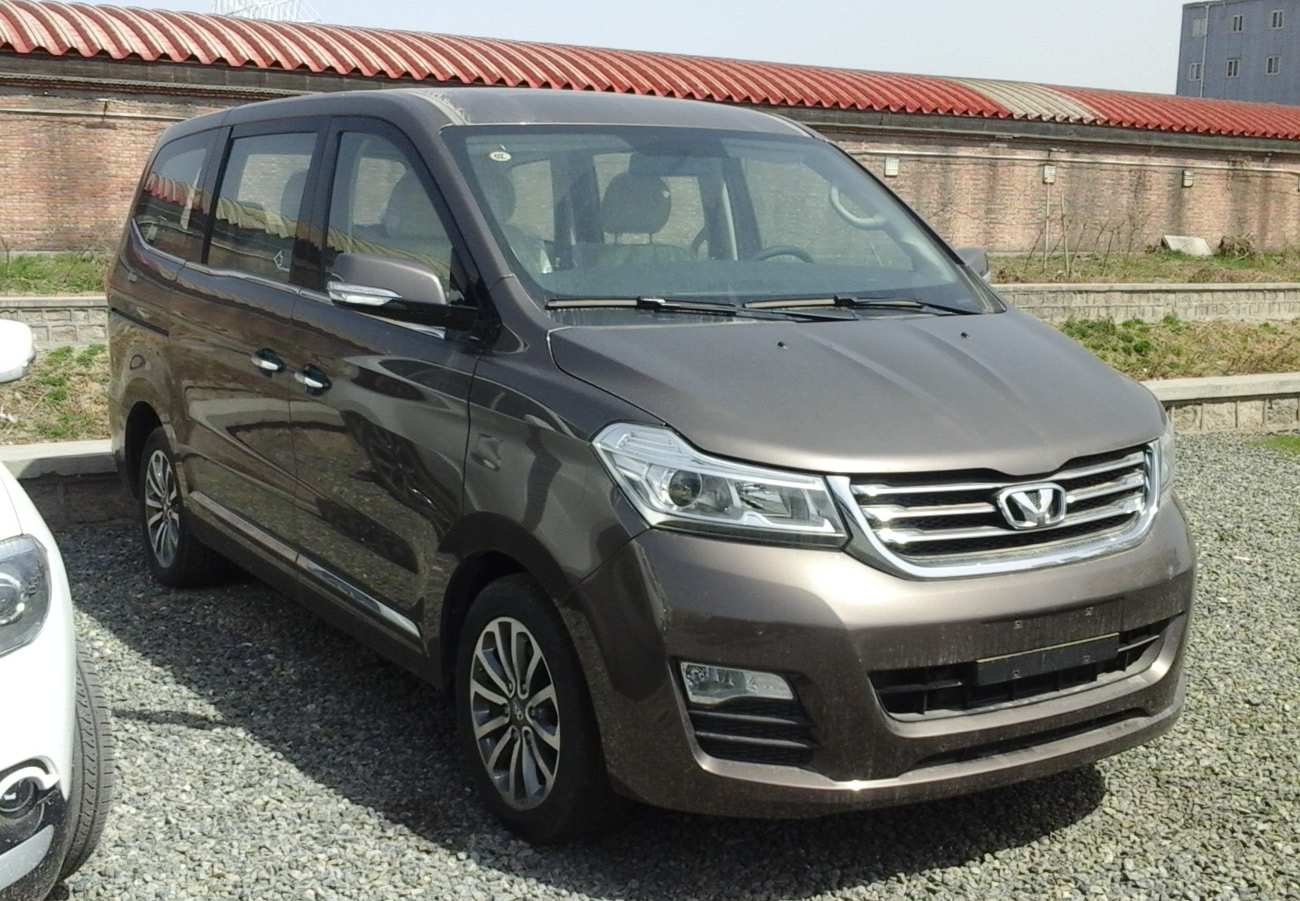
Huasong 7

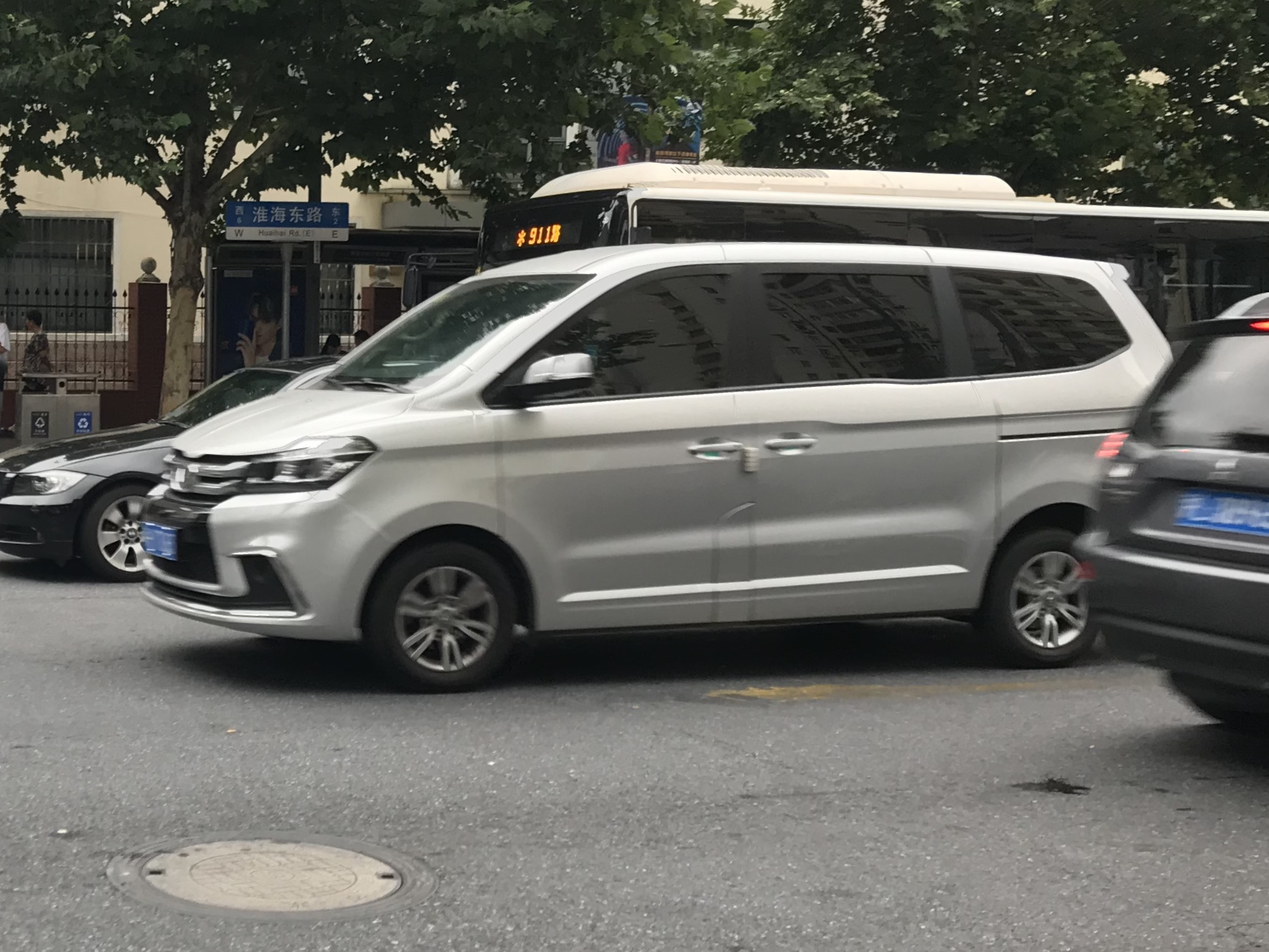
Seitenansicht

Huasong war eine Automarke aus der Volksrepublik China.

## Markengeschichte
Brilliance China Automotive Holdings führte diese Marke Ende 2014 für Automobile ein. Hersteller ist Renault Brilliance Jinbei Automotive, eine Umbenennung von Shenyang Brilliance Jinbei Automobile, aus Shenyang.
Auf der Internetseite des Herstellers wurde im Juli 2020 weder die Marke noch ihr Modell genannt. Die letzten Zulassungen in China sind für den Januar 2020 überliefert. Es ist davon auszugehen, dass die Marke eingestellt wurde.

## Fahrzeuge
Das einzige Modell war der Huasong 7. Dies war ein Van mit sieben Sitzen.
Die Zulassungszahlen in China beliefen sich 2015 auf 9996 Fahrzeuge. In den Folgejahren wurden 4529, 4577, 854 und 1184 Neuwagen dieser Marke in China zugelassen. Im Januar 2020 waren es 300 Fahrzeuge.